# Coproecus hemisphaericus
Coproecus hemisphaericus är en skalbaggsart som beskrevs av Guérin-Méneville 1844. Coproecus hemisphaericus ingår i släktet Coproecus och familjen bladhorningar. Inga underarter finns listade i Catalogue of Life.